# Erie Golden Blades
Die Erie Golden Blades waren ein US-amerikanisches Eishockeyfranchise der Atlantic Coast Hockey League aus Erie, Pennsylvania. 

## Geschichte
Die Erie Golden Blades nahmen zur Saison 1982/83 den Spielbetrieb in der ein Jahr zuvor gegründeten Atlantic Coast Hockey League auf. Die Golden Blades ersetzten die Erie Blades aus der American Hockey League, welche 1982 mit den Baltimore Skipjacks fusionierten und anschließend unter deren Namen in Baltimore, Maryland, spielten. Die Erie Golden Blades belegten in den fünf Spielzeiten ihres Bestehens in jedem Jahr den zweiten Platz der regulären Saison, zudem gewannen sie in der Saison 1983/84 die Bob Payne Trophy als ACHL-Meister. Als die Liga 1987 aufgelöst wurde, stellten auch die Golden Blades den Spielbetrieb ein. Die Golden Blades wurden schließlich durch die Erie Panthers ersetzt, die von 1988 bis 1996 in der East Coast Hockey League aktiv waren.

## Saisonstatistik
Abkürzungen: GP = Spiele, W = Siege, L = Niederlagen, T = Unentschieden, OTL = Niederlagen nach Overtime SOL = Niederlagen nach Shootout, Pts = Punkte, GF = Erzielte Tore, GA = Gegentore, PIM = Strafminuten
| Saison  | GP | W  | L  | T | OTL | SOL | Pts | GF  | GA  | Platz    | Playoffs |
| 1982–83 | 64 | 39 | 21 | 4 | —   | —   | 83  | 345 | 276 | 2., ACHL |          |
| 1983–84 | 72 | 42 | 26 | 4 | —   | —   | 91  | 377 | 310 | 2., ACHL | Meister  |
| 1984–85 | 64 | 41 | 22 | 1 | —   | —   | 83  | 362 | 261 | 2., ACHL |          |
| 1985–86 | 64 | 34 | 30 | 0 | —   | —   | 76  | 369 | 321 | 2., ACHL |          |
| 1986–87 | 57 | 28 | 27 | 2 | —   | —   | 58  | 250 | 246 | 2., ACHL |          |

## Team-Rekorde

### Karriererekorde
Spiele: 271  Jim Cowell
Tore: 234  Paul Mancini
Assists: 252  Paul Mancini
Punkte: 486  Paul Mancini
Strafminuten: 726  Dave Herbst

## Bekannte Spieler
- Duanne Moeser
- John Tortorella